# Познанське воєводство (1975—1998)
Познанське воєводство (пол. województwo poznańskie) — адміністративно-територіальна одиниця Польщі найвищого рівня, яка існувала у 1975—1998 роках.
Було однією з 49 основних одиниць адміністративного поділу Польщі, які були скасовані в результаті адміністративної реформи Польщі 1998 року.
Займало площу 8151 км². Адміністративним центром воєводства було місто Познань. Після адміністративної реформи воєводство припинило своє існування і його територія повністю відійшла до Великопольського воєводства.

## Районні адміністрації
| Районні адміністрації на 1990 рік |  | |
| Гнезно                            |  | Чернеєво, Гнезно, Кішково, Клецько, Лубово, Мелешин, Месьцисько, Неханово та місто Гнезно |
| Гродзиськ-Велькопольський         |  | Граново, Гродзиськ-Велькопольський, Каменець, Раконевіце, Веліхово |
| Новий Томишль                     |  | Куслін, Львувек, Новий Томишль, Опалениця |
| Познань                           |  | Бук, Червонак, Допево, Клещево, Коморники, Костшин, Курник, Мосіна, Мурована Госліна, Оборники, Победзіська, Рокетниця, Скоки, Стеншев, Сухий Ляс, Сважендз, Тарново-Подґурне та міста Любонь, Познань і Пущиково |
| Шамотули                          |  | Хжипсько-Вельке, Душники, Казьмеж, Квільч, Обжицько, Гміна Остроруг, Пневи, Серакув, Шамотули та місто Обжицько                                                                                                   |
| Сьрем                             |  | Бродниця, Чемпінь, Дольськ, Ксьонж-Велькопольський, Сьрем |
| Сьрода-Великопольська             |  | Доміново, Кшикоси, Нове-Място-над-Вартою, Сьрода-Велькопольська, Занемисль |
| Вжесьня                           |  | Колачково, Мілослав, Некля, Вжесьня |

## Найбільші міста
Чисельність населення на 31.12.1998
- Познань – 578 235
- Гнезно – 71 436
- Сьрем – 30 601
- Вжесьня – 28 901
- Сважендз – 27 371
- Любонь – 21 768
- Сьрода-Великопольська – 21 690
- Шамотули – 18 761
- Оборники – 17 451
- Новий Томишль – 15 309
- Мосіна – 12 059
- Гродзиськ-Велькопольський – 11 778